# Покровский, Юрий Владимирович
Юрий Владимирович Покровский (1902 — 1953) — советский юрист, помощник главного обвинителя на Нюрнбергских процессах, полковник юстиции.

## Биография
Участвовал в Гражданской войне, затем работал в военной прокуратуре и прокуратуре на железнодорожном транспорте. В годы Великой Отечественной войны являлся военным прокурором армии, помощником военного прокурора фронта, затем начальником юридического отдела советской части Союзной контрольной комиссии в Австрии. На Нюрнбергском процессе, в частности, вёл допрос начальника штаба анти-партизанских соединений, обергруппенфюрера СС Эриха фон дем Бах-Зелевски по поводу зверств подчинённой ему «команды Дирлевангера», а также опрос свидетелей. Выступал по разделам обвинения «Агрессия против Чехословакии, Польши и Югославии» и «Преступное попрание законов и обычаев войны об обращении с военнопленными». Похоронен на Новом Донском кладбище слева от главного здания бывшего Донского крематория, напротив Вечного огня у мемориала павших в Великой Отечественной войне.